# Voeren
Voeren (en francés Fourons, en limburgués Voere, en valón Foron y en bajo alemán Cent) es un municipio de Bélgica ubicado en la provincia de Limburgo, en la región flamenca.
Es una de las 30 comunas belgas que disponen de un estatuto de facilidades lingüísticas para su población (en este caso francófona).
Se estima que el 40% de los habitantes de esta comuna son de habla francófona. Su superficie es de 50 km².
Si bien políticamente pertenece a la provincia belga de Limburgo, está físicamente enclavada entre la región Valona y la provincia neerlandesa de Limburgo y está separada del resto del Limburgo flamenco por una parte de la provincia de Lieja.
Esa parte de la provincia del Limburgo flamenco cercana al río Mosa se llama «País del Otro Mosa».
La comuna de Voeren está anexada desde 1963 a la provincia flamenca de Limburgo, formando definitivamente la frontera lingüística en Bélgica ese mismo año.

## Localidades
La comuna comprende las 6 subcomunas de Voeren:
- Voeren-Condado (en neerlandés 's-Gravenvoeren y en francés Fouron-le-Comté)
- Voeren-San Martín (en neerlandés Sint-Martens-Voeren, en francés Fouron-Saint-Martin y en limburgués Cent-Meate )
- Voeren-San Pedro (en neerlandés Sint-Pieters-Voeren, en francés Fouron-Saint-Pierre y en limburgués Cent-Pietesch )
- Molán (en neerlandés Moelingen y en francés Mouland)
- Remerdal (en neerlandés Remersdaal, en francés Rémersdael, en valón Rebievå y en limburgués Remejdel)
- Tovaina (en neerlandés Teuven, en francés Touvain y en limburgués Tööve)

## Galería

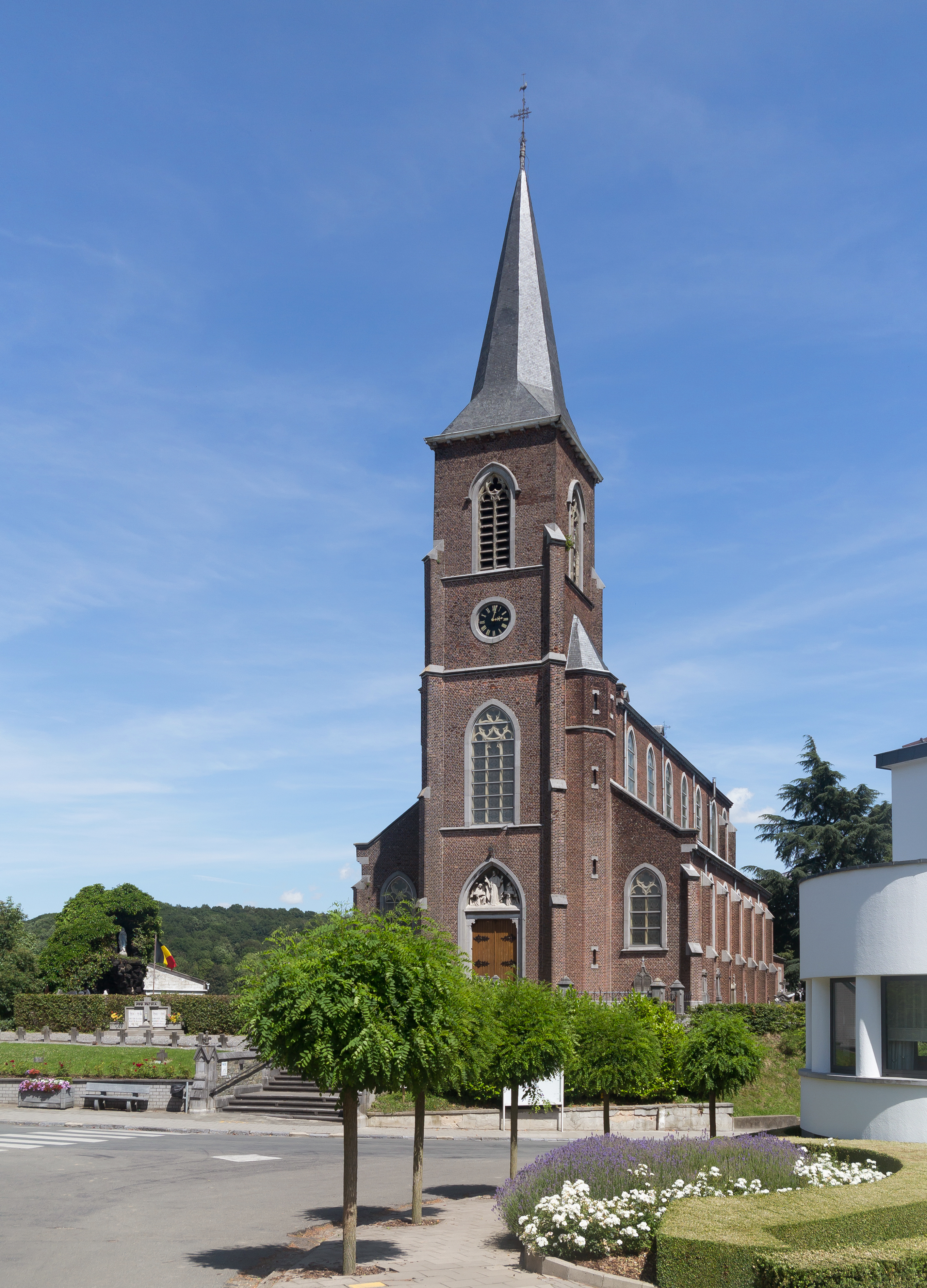
Tovaina, la iglesia: parochiekerk Sint-Pieter
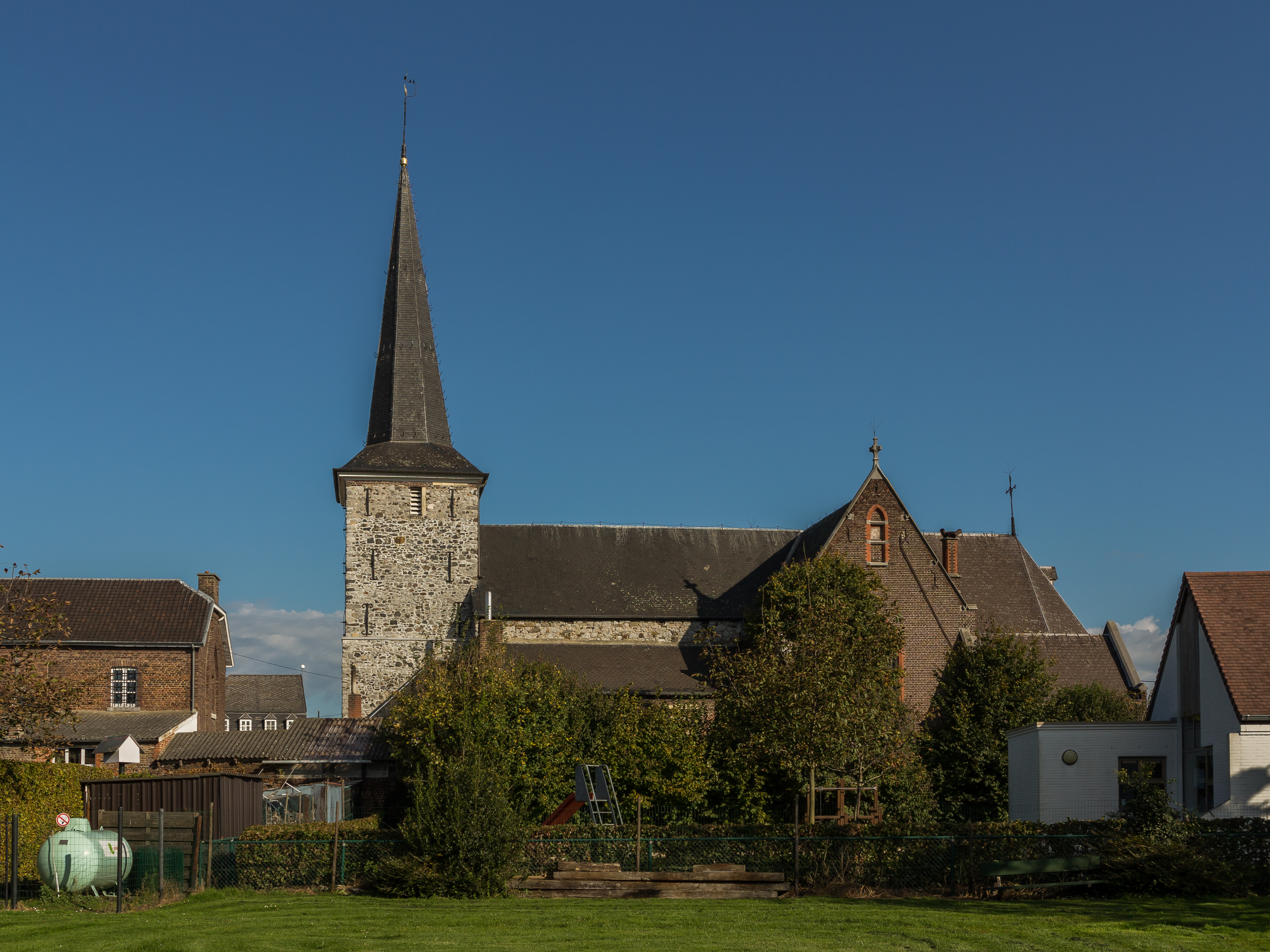
Molán, la iglesia: Onze-Lieve-Vrouw-ten-Hemel-Opnemingskerk
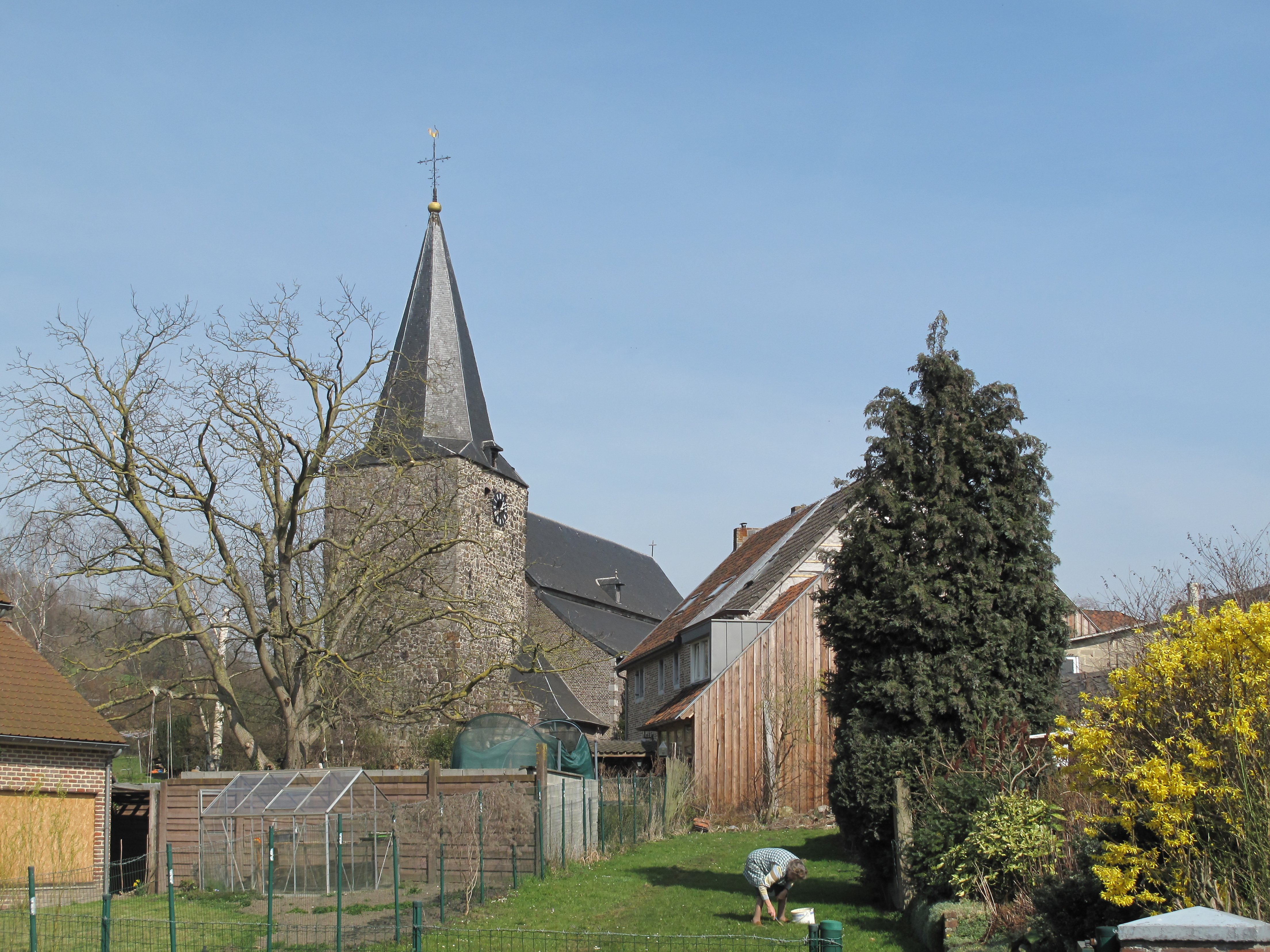
Voeren San Martín, la iglesia: Sint Maartenskerk
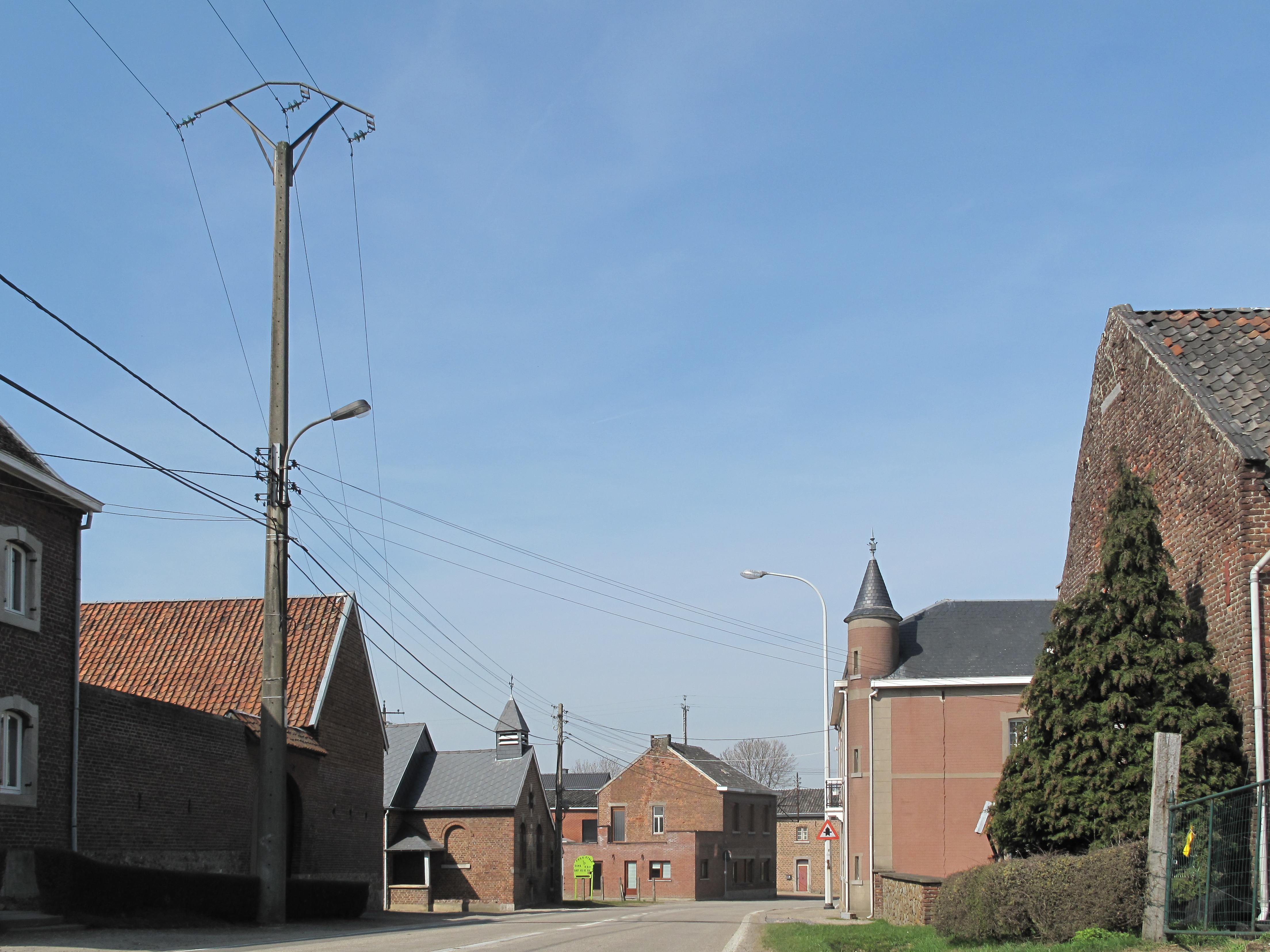
La Planck, vista en la calle

## Geografía
El territorio se confunde con el valle del Voer, que se drena en el río Mosa en Eijsden (Maastricht, Países Bajos).
La comuna está rodeada de comunas de la provincia de Lieja (Visé al sur y al oeste, Dalhem y Aubel al sur, y Plombières al este), y al norte con los Países Bajos.

## Demografía

### Evolución
Todos los datos históricos relativos al actual municipio, el siguiente gráfico refleja su evolución demográfica, incluyendo municipios después de efectuada la fusión el 1 de enero de 1977.
| Gráfica de evolución demográfica de Voeren entre 1846 y 2020 |
|                                                              |

## Historia
Formaba parte del Ducado de Limburgo unido a los Países Bajos de los Habsburgo. La conquista de Maastricht por las Provincias Unidas en 1632 acrecentó su importancia estratégica, los españoles procedieron a construir una fortificación para controlar el Mosa en 1634, Fuerte Navagne, desmantelado en 1702 durante la guerra de sucesión española. 
Después de veinte años de ocupación francesa en 1815 fue anexionado a los Reino Unido de los Países Bajos, hasta la Revolución belga de 1830.

## Conflicto lingüístico
Históricamente, algunos habitantes hablan la lengua local, el limburgués. La lengua administrativa en vigor desde la instauración del Estado belga en 1830 fue el francés.
En el siglo XX, los habitantes han ido aprendiendo el neerlandés, aparte del francés. En 2006 la representación de los voereneses francófonos subió al 46%. Cuando se determinó oficialmente la frontera lingüística en Bélgica (1963), el territorio se separó de la provincia de Lieja, la población local hablaba el dialecto limburgués (siempre empleando el francés al hablar con francófonos y el neerlandés con los neerlandófonos). En 1963, los voereneses hablaban generalmente 4 lenguas (limburgués-neerlandés-francés-valón). En 2007, hablaban neerlandés, francés y limburgués. La gran mayoría de los francófonos está conformada por las personas de 45+ años.
El limburgués se les enseñaba a los jóvenes francófonos, y la mayoría de esta juventud francófona ahora tiene como lengua materna el limburgués y también nombres limburgueses. Una parte de la juventud de los neerlandófona también habla limburgués, después de la inmigración de flamencos de otras provincias.
En las elecciones comunales, la mayoría de los francófonos provocaron fuertes tensiones con los neerlandófonos (la comuna depende de la provincia de Limburgo desde el 1 de septiembre de 1963).

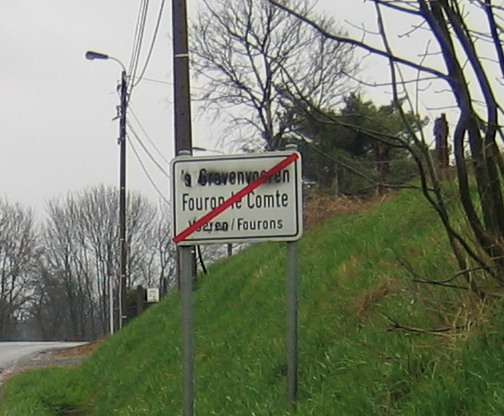
Cartel de salida de la subcomuna de Voeren-Condado, donde se nota claramente el tachado del nombre en neerlandés.

Se cree que la razón por la que los voereneses que votaron por la comunidad neerlandófona, era por las afinidades que tenían con los neerlandófonos. El regreso de los francófonos al poder en Voeren necesitó más de 6 meses después de que Huub Broers pudo revocar al 1.er alcalde flamenco de Voeren. Los miembros de la junta francófona «Retour à Liège» tuvieron que reconocer que perdieron las elecciones que propuso la asociación de activistas flamencos, que también hicieron campañas electorales para elegir por el neerlandés en pequeños autos, formando la junta neerlandófona «Het Belang van Limburg». Esto sobre una intervención con Bep Mergelsberg para renombrarla en neerlandés cotidiano bajo el nombre de «De Limburger».
En las elecciones comunales y provinciales de Bélgica en 2006 los neerlandófonos han aumentado progresivamente sus votos hasta llegar al resultado final (60.8%) contra los francófonos (39.2%). Las cifras muestran claramente que la lista de Voerbelangen incluye a una parte de los francófonos. Los neerlandófonos jóvenes han aumentado a un 26% mientras que los jóvenes francófonos se han mudado a las comunas vecinas.